# Маргарита Французская (герцогиня Брабанта)
Маргарита Французская (1254 — 12 июля 1271) — дочь короля Франции Людовика IX и Маргариты Прованской. В замужестве — герцогиня Брабанта.

## Биография
В 1257 году была заключена помолвка между Маргаритой и Генрихом IV, герцогом Брабанта, сыном Генриха III, герцога Брабанта и Аделаиды Бургундской. Помолвка была разорвана ввиду того, что Генрих был нездоров психически. В 1267 году он был смещён, и Маргарита обручилась с его братом Жаном.
5 сентября 1270 года Маргарита вышла замуж за Жана I, герцога Брабанта. В июле 1271 года Маргарита родила сына, однако вскоре после родов умерла. Ребёнок также не выжил. Через два года Жан женился повторно.